# Gianluca Battaglion
Gianluca Battaglion (Milano, 12 agosto 1965) è un chitarrista e compositore italiano, Membro del progetto musicale/sociale Rezophonic e cofondatore con Mario Riso delle band Movida e Royal Air Force, oltre che collaboratore di alcuni artisti importanti della scena musicale italiana.

## Biografia
Nato a Milano nel 1965 si avvicina al mondo musicale fin da bambino. Nel 1985 fonda insieme a Gianluca Brugnoli la band Royal Air Force a cui si unisce un anno dopo Mario Riso. La band diventa nel 1988 il gruppo italiano Heavy Metal top nelle poll dei giornali di settore, grazie anche alla partecipazione al Monster of Rock con Iron Maiden e Kiss, al tour con i Metallica e ai tre album registrati dal 1985 al 1990.
Nel 1989 viene chiamato a partecipare alla band di Jovanotti con cui partecipa alla edizione del 1988 del Festival di Sanremo e a un lungo tour televisivo
Nel 1995, chiusa l'esperienza con i Royal Air Force fonda, sempre con Mario Riso, la band rock Movida il cui album di debutto "Contro Ogni tempo", viene pubblicato da Spell Record nel novembre del 1995, uscendo contemporaneamente anche sul mercato estero con il titolo Against it all. La band ha un buon successo sia sul panorama italiano che su quello estero. L'incontro che dà la svolta al progetto del nuovo disco è quello con Franz Di Cioccio che decide di produrre la band per Fermenti Vivi, la nuova etichetta di Rti Music. Il disco dal titolo Frammenti Simili è stato registrato all'Avant-Gard dal produttore artistico Maks Lepore. Dopo una serie di concerti per supportare il nuovo album, il gruppo, nel 2002 prende una pausa artistica che si è protratta fino ai giorni nostri. Nel 2011 è uscito il singolo "Sono un acrobata", donato dal gruppo al progetto Rezophonic a supporto di Amref.
Attualmente partecipa al progetto musicale/sociale Rezophonic, nato nel febbraio 2006 da Mario Riso, che vede la partecipazione dei più famosi e talentuosi artisti italiani, i cui ricavati sono devoluti all'African Medical and Research Foundation (AMREF) per un progetto idrico nella regione dai Kajiado tra Kenya e Tanzania, e che ha ottenuto il patrocinio della Fondazione Pubblicità e Progresso. Rezophonic ha all'attivo tre dischi.